# Artem Lukyanenko
Pour les articles homonymes, voir Lukyanenko.
Artem Vyacheslavych Lukyanenko (лукьяненко артем вячеславович) né le 30 janvier 1990 à Rostov, est un athlète russe, spécialiste des épreuves combinées.

## Biographie
Il remporte la médaille de bronze de l'heptathlon lors des Championnats du monde en salle 2012, à Istanbul. Auteur de 5 969 points, il est devancé par l'Américain Ashton Eaton et par l'Ukrainien Oleksiy Kasyanov.

## Palmarès
| Date | Compétition                    | Lieu     | Résultat | Épreuve    | Performance |
| ---- | ------------------------------ | -------- | -------- | ---------- | ----------- |
| 2012 | Championnats du monde en salle | Istanbul | 3e       | Heptathlon | 5 969 pts   |

## Records

### Records personnels
| Épreuve          | Performance    | Lieu        | Date         |
| ---------------- | -------------- | ----------- | ------------ |
| 100 mètres       | 10 s 87 (-)    | Tcheboksary | 7 juin 2013  |
| Longueur         | 7,40 m         | Adler       | 7 mai 2012   |
| Poids            | 15,00 m        | Tcheboksary | 5 juin 2013  |
| Hauteur          | 2,03 m         | Adler       | 7 mai 2012   |
| 400 mètres       | 49 s 01        | Moscou      | 10 août 2013 |
| 110 mètres haies | 14 s 00 (+1.6) | Tcheboksary | 6 juin 2013  |
| Disque           | 44,25 m        | Tallinn     | 30 juin 2013 |
| Perche           | 5,10 m         | Tallinn     | 30 juin 2013 |
| Javelot          | 62,73 m        | Tallinn     | 30 juin 2013 |
| 1500 mètres      | 4 min 33 s 71  | Tcheboksary | 10 juin 2011 |
| Décathlon        | 8 177 pts      | Moscou      | 11 août 2013 |

| Épreuve         | Performance   | Lieu            | Date            |
| --------------- | ------------- | --------------- | --------------- |
| 60 mètres       | 6 s 90        | Göteborg        | 2 mars 2013     |
| Longueur        | 7,38 m        | Istanbul        | 9 mars 2012     |
| Poids           | 15,23 m       | Volgograd       | 8 février 2013  |
| Hauteur         | 2,06 m        | Moscou          | 6 février 2012  |
| 60 mètres haies | 7 s 78        | Moscou          | 22 février 2012 |
| Perche          | 5,04 m        | Tallinn         | 8 février 2014  |
| 1 000 mètres    | 2 min 40 s 54 | Novocheboksarsk | 15 février 2014 |
| Heptathlon      | 6 071 pts     | Moscou          | 7 février 2012  |